# Sauville (Vosges)
Pour les articles homonymes, voir Sauville.
Sauville est une commune française située dans le département des Vosges en région Grand Est.
Ses habitants sont appelés les Sauvillois.

## Géographie

### Localisation
| Vrécourt  |                       | Saint-Ouen-lès-Parey         |
|           | Sauville              | La Vacheresse-et-la-Rouillie |
| Robécourt | Blevaincourt Villotte | Martigny-les-Bains           |

La commune est à 2,9 km de Vrécourt, 4,2 de Robécourt, 5 de La Vacheresse-et-la-Rouillie et à 10,5 kilomètres au sud-ouest de Bulgnéville.

### Géologie et relief
Le territoire communal, vallonné, est composé de deux parties: le village, entouré de champs et de prairies au nord-est, et le domaine forestier qui s'étend au sud-est vers Martigny-les-Bains.
Le ruisseau de Sauville naît dans cette forêt, traverse le village et conflue en rive droite avec le Mouzon à Vrécourt.

### Sismicité
Commune située dans une zone 1 de sismicité très faible.

### Hydrographie et les eaux souterraines
Hydrogéologie et climatologie : Système d’information pour la gestion des eaux souterraines du bassin Rhin-Meuse :
Territoire communal : Occupation du sol (Corinne Land Cover); Cours d'eau (BD Carthage),
Géologie : Carte géologique; Coupes géologiques et techniques,
 Hydrogéologie : Masses d'eau souterraine; BD Lisa; Cartes piézométriques.

#### Réseau hydrographique
La commune est située dans le bassin versant de la Meuse au sein du bassin Rhin-Meuse. Elle est drainée par le ruisseau de Sauville, le ruisseau de Frenes et le ruisseau de la Housse Roye,.

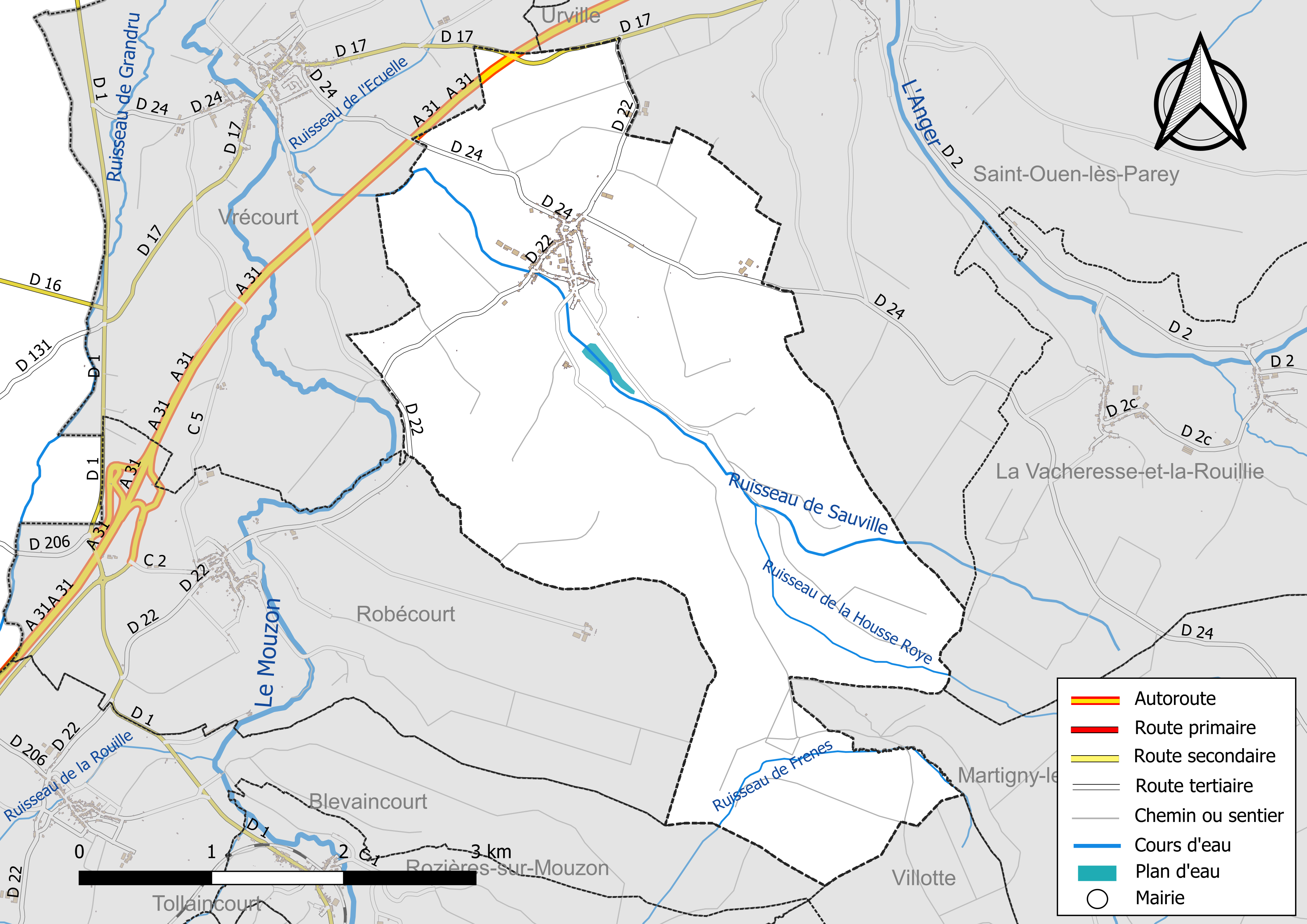
Réseaux hydrographique et routier de Sauville.

#### Gestion et qualité des eaux
Le territoire communal est couvert par le schéma d'aménagement et de gestion des eaux (SAGE) « Nappe des Grès du Trias Inférieur ». Ce document de planification, dont le territoire comprend le périmètre de la zone de répartition des eaux de la nappe des Grès du trias inférieur (GTI), d'une superficie de 1 497 km2,  est en cours d'élaboration. L’objectif poursuivi est de stabiliser les niveaux piézométriques de la nappe des GTI et atteindre l'équilibre entre les prélèvements et la capacité de recharge de la nappe. Il doit être cohérent avec les objectifs de qualité définis dans les SDAGE Rhin-Meuse et Rhône-Méditerranée. La structure porteuse de l'élaboration et de la mise en œuvre est le conseil départemental des Vosges.
La qualité des cours d’eau peut être consultée sur un site dédié géré par les agences de l’eau et l’Agence française pour la biodiversité. 

### Climat
Pour des articles plus généraux, voir Climat du Grand Est et Climat des Vosges.
En 2010, le climat de la commune est de type climat de montagne, selon une étude du Centre national de la recherche scientifique s'appuyant sur une série de données couvrant la période 1971-2000. En 2020, Météo-France publie une typologie des climats de la France métropolitaine dans laquelle la commune est exposée à un climat océanique altéré et est dans la région climatique  Lorraine, plateau de Langres, Morvan, caractérisée par un hiver rude (1,5 °C), des vents modérés et des brouillards fréquents en automne et hiver. 
Pour la période 1971-2000, la température annuelle moyenne est de 9,3 °C, avec une amplitude thermique annuelle de 16,8 °C. Le cumul annuel moyen de précipitations est de 978 mm, avec 13,2 jours de précipitations en janvier et 9,4 jours en juillet. Pour la période 1991-2020, la température moyenne annuelle observée sur la station météorologique de Météo-France la plus proche, « St Ouen-lès-Parey_sapc », sur la commune de Saint-Ouen-lès-Parey à 3 km à vol d'oiseau, est de 10,0 °C et le cumul annuel moyen de précipitations est de 806,8 mm. 
La température maximale relevée sur cette station est de 39,4 °C, atteinte le 25 juillet 2019 ; la température minimale est de −22 °C, atteinte le 20 décembre 2009,,. 
Les paramètres climatiques de la commune ont été estimés pour le milieu du siècle (2041-2070) selon différents scénarios d'émission de gaz à effet de serre à partir des nouvelles projections climatiques de référence DRIAS-2020. Ils sont consultables sur un site dédié publié par Météo-France en novembre 2022.

## Urbanisme

### Typologie
Au 1er janvier 2024, Sauville est catégorisée commune rurale à habitat dispersé, selon la nouvelle grille communale de densité à sept niveaux définie par l'Insee en 2022.
Elle est située hors unité urbaine. Par ailleurs la commune fait partie de l'aire d'attraction de Vittel - Contrexéville, dont elle est une commune de la couronne,. Cette aire, qui regroupe 72 communes, est catégorisée dans les aires de moins de 50 000 habitants,.

### Occupation des sols
L'occupation des sols de la commune, telle qu'elle ressort de la base de données européenne d’occupation biophysique des sols Corine Land Cover (CLC), est marquée par l'importance des forêts et milieux semi-naturels (55,1 % en 2018), une proportion identique à celle de 1990 (55,1 %). La répartition détaillée en 2018 est la suivante : 
forêts (54,9 %), prairies (33,1 %), terres arables (10,1 %), zones urbanisées (1,8 %), milieux à végétation arbustive et/ou herbacée (0,2 %). L'évolution de l’occupation des sols de la commune et de ses infrastructures peut être observée sur les différentes représentations cartographiques du territoire : la carte de Cassini (XVIIIe siècle), la carte d'état-major (1820-1866) et les cartes ou photos aériennes de l'IGN pour la période actuelle (1950 à aujourd'hui).

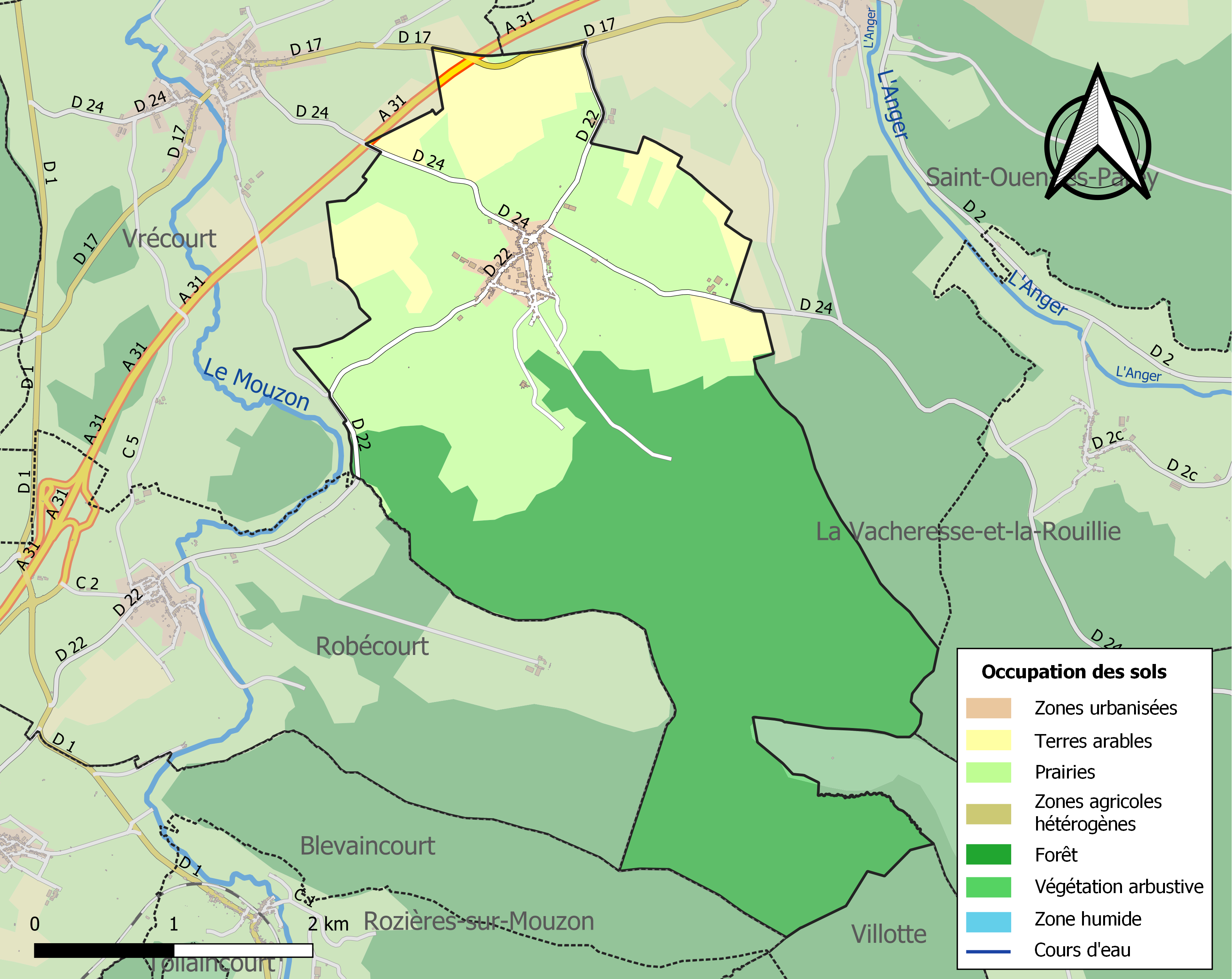
Carte des infrastructures et de l'occupation des sols de la commune en 2018 (CLC).

### Voies de communications et transports

#### Voies routières
- Sauville est longée par l'autoroute A31 dont elle peut profiter via l'échangeur de Robécourt, 4 km plus loin.

#### Transports en commun

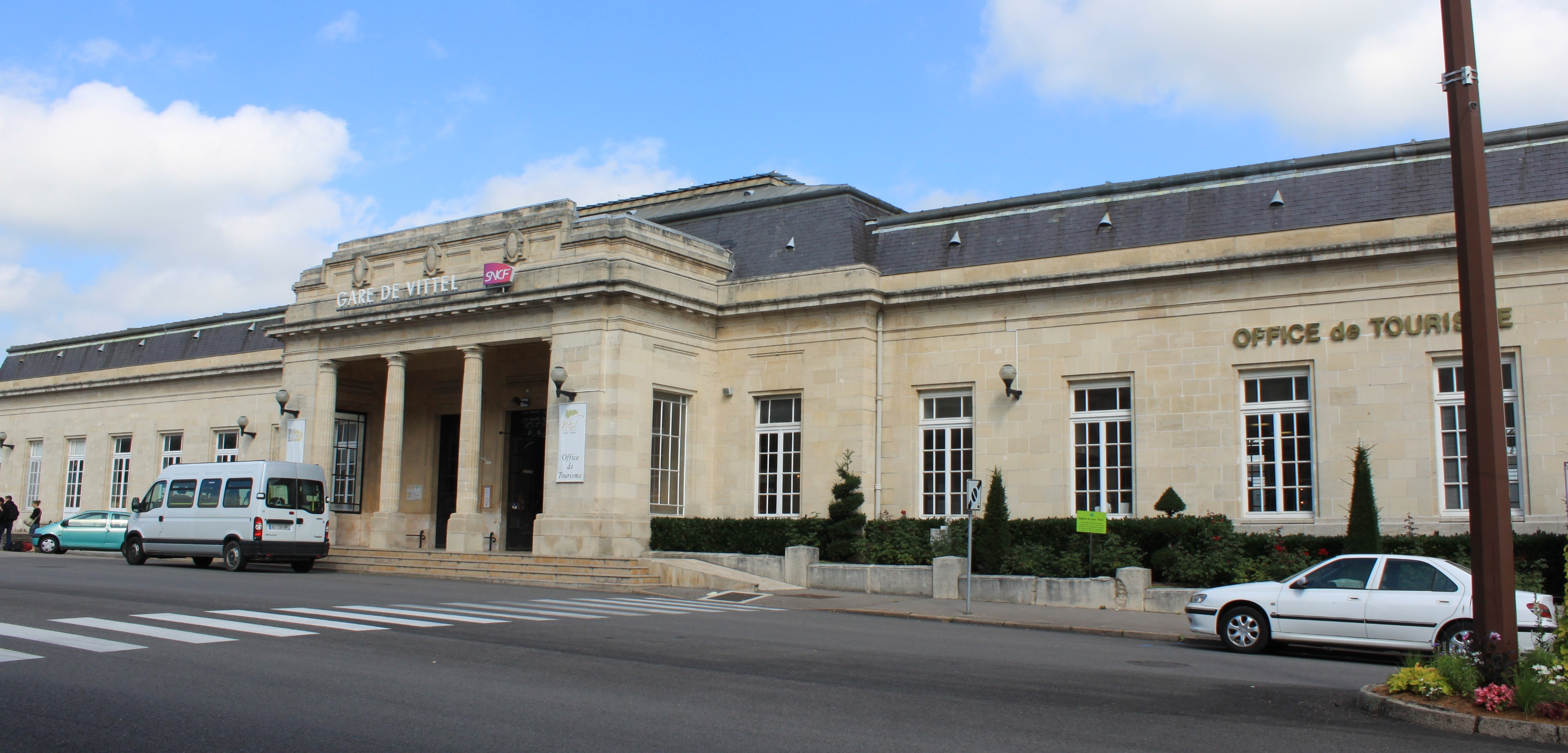
Gare de Vittel.

- Fluo Grand Est.

#### Lignes SNCF
- Gare de Contrexéville
- Gare de Vittel
- Gare de Neufchâteau

## Toponymie
Le nom de la localité est attesté sous les formes Eccl. Seivillœ (1044) ; Eccl. Semillœ, pour Seivillœ (1188) ; Saivilla (XIIe siècle) ; Saville (1249) ; Soiville (1256) ; Soyville (1292) ; « Jehans de Saiville, doiens de la crestientei de Vitel » (1295) ; Sawile (1294) ; Soyvilla (1402) ; ? Ansonvilla, Ansoivilla (1402) ; Sauville (1417) ; Sainville (1489) ; Salville (XVIIe siècle).

Toponymes Sauville

## Histoire

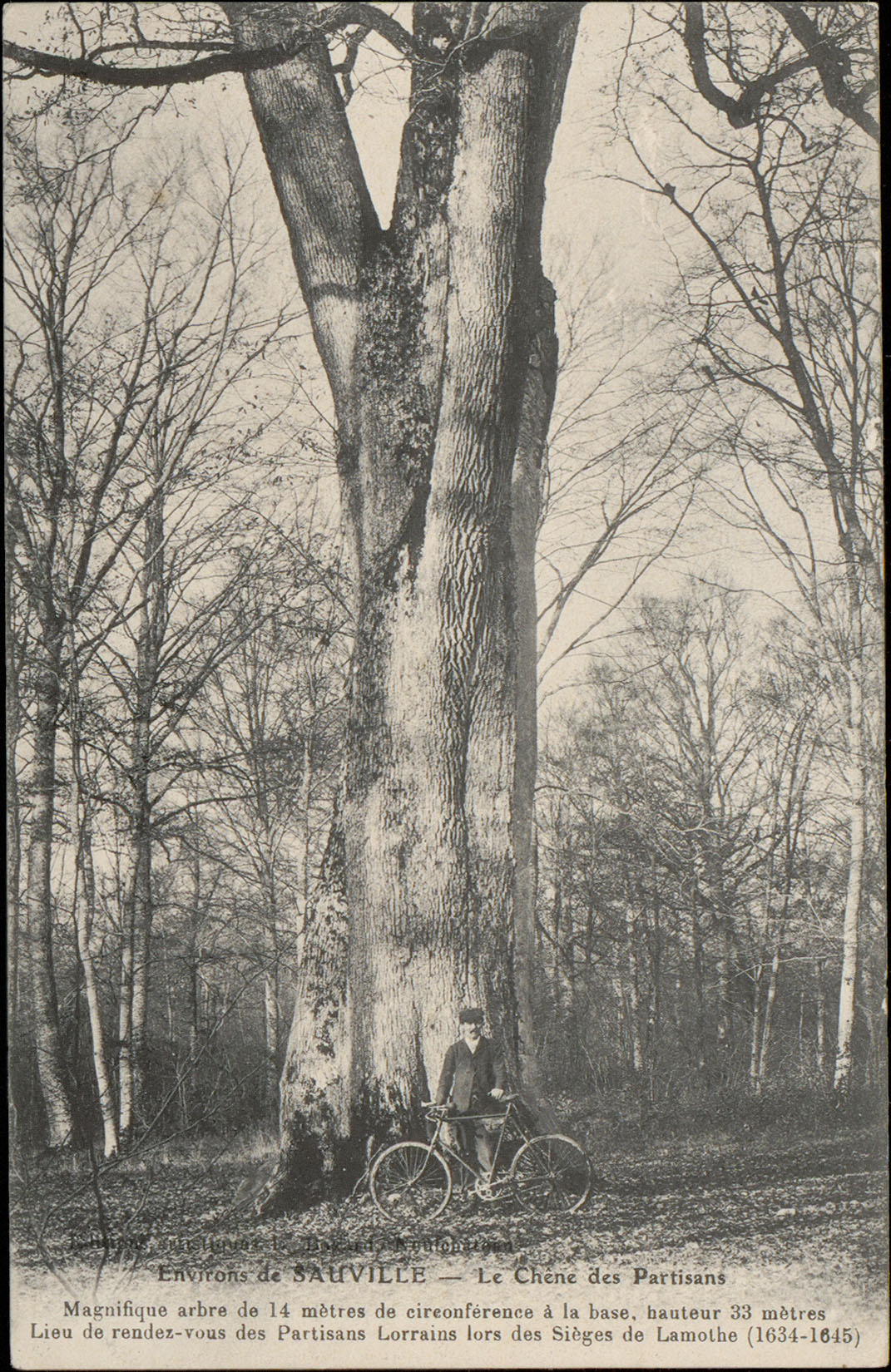
Grand chêne, lieu de rendez-vous des partisans lorrains lors des sièges de La Mothe.

Le lieu était situé sur la voie romaine de Langres à Strasbourg,.
La commune de Sauville, Sauvilla, était divisée en deux seigneuries ; celle de Sauville et celle de Savigny. En 1312 et 1340, la famille de Soyville vendit plusieurs biens de sa seigneurie aux comtes de Bar. En 1489, le duc René confirma les chartes des habitants de la commune. Le village, de même que Vrécourt et Parey-Saint-Ouen, fut incendié en 1634, avant le commencement du siège de La Mothe.
La commune dépendait en 1710 du bailliage de Bassigny, prévôté de Bourmont, et en 1790 du district de Lamarche, canton de Vrécourt. Deux maisons particulières furent achetées par la mairie pour installer, d'une part, l'école des garçons en 1834 et d'autre part, la mairie et école des filles, en 1858.
Au spirituel, Sauville dépendait de la cure de Bulgnéville, archidoyenné et doyenné de Vittel, du diocèse de Toul. Elle était sous le patronage de saint Brice. L'église fut construite en 1837.

## Lieux et monuments
- Église Saint-Brice néogothique du XIXe siècle[22].

Statue Homme drapé.
Statue Homme drapé portant une marmite.
Statue Sainte femme.
Statue Sainte Marguerite d'Antioche.
Statue Saint Brice.
- Chapelle Notre-Dame de Pitié XVIIe siècle, jouxtant le cimetière communal de 1841[28],[29].
- Patrimoine architectural rural recensé par le service de l'Inventaire général du patrimoine culturel[30].

Ferme, presbytère n°48.
Réservoir.
Ferme, tuilerie n°40.
Fermes.

## Politique et administration
| Période                                  | Période                      | Identité                     | Étiquette | Qualité                                                   |
| ---------------------------------------- | ---------------------------- | ---------------------------- | --------- | --------------------------------------------------------- |
| Les données manquantes sont à compléter. |                              |                              |           |                                                           |
| mars 1971                                | juin 1995                    | Marcel Peter (1914-2007)     |           | Directeur d'école                                         |
| juin 1995                                | mars 2008                    | François Dépinal (1951-2022) | DVD       | Expert agricole                                           |
| mars 2008                                | août 2012                    | Jacky Delamotte (1944-2012)  | SE        | Cadre retraité Décédé accidentellement en cours de mandat |
| août 2012                                | En cours (au 6 octobre 2022) | Marc Grujard (°1953)         | SE        | Technicien                                                |

### Budget et fiscalité 2022

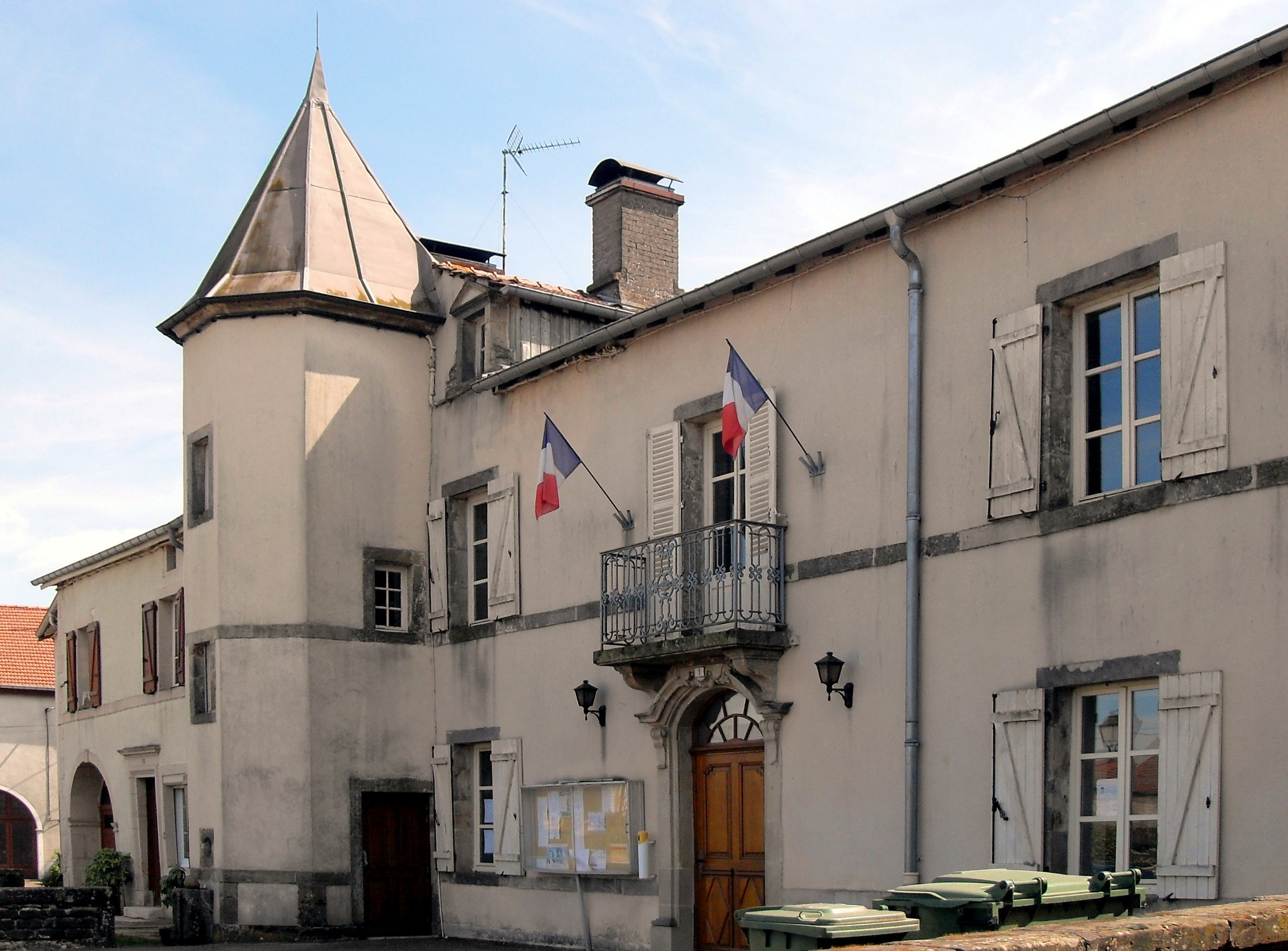
La mairie.

En 2022, le budget de la commune était constitué ainsi :
- total des produits de fonctionnement : 439 000 €, soit 2 375 € par habitant ;
- total des charges de fonctionnement : 219 000 €, soit 1 185 € par habitant ;
- total des ressources d'investissement : 11 000 €, soit 62 € par habitant ;
- total des emplois d'investissement : 8 000 €, soit 46 € par habitant ;
- endettement : 6 000 €, soit 30 € par habitant.

Avec les taux de fiscalité suivants :
- taxe d'habitation : 15,78 % ;
- taxe foncière sur les propriétés bâties : 34,69 % ;
- taxe foncière sur les propriétés non bâties : 17,57 % ;
- taxe additionnelle à la taxe foncière sur les propriétés non bâties : 38,75 % ;
- cotisation foncière des entreprises : 15,16 %.

Chiffres clés Revenus et pauvreté des ménages en 2021 : médiane en 2021 du revenu disponible, par unité de consommation : 20 620 €.

## Économie

### Entreprises et commerces

#### Agriculture
- Culture de céréales, de légumineuses et de graines oléagineuses.
- Autres cultures non permanentes.
- Élevage de vaches laitières.
- Élevage d'autres bovins et de buffles.
- Exploitation forestière

#### Tourisme
- Hébergements et restauration à Bulgnéville, Contrexéville, Doncourt-sur-Meuse, Vittel, Châtenois.

#### Commerces
- Commerces et services de proximité.

## Population et société

### Démographie

#### Évolution démographique
L'évolution du nombre d'habitants est connue à travers les recensements de la population effectués dans la commune depuis 1793. Pour les communes de moins de 10 000 habitants, une enquête de recensement portant sur toute la population est réalisée tous les cinq ans, les populations de référence des années intermédiaires étant quant à elles estimées par interpolation ou extrapolation. Pour la commune, le premier recensement exhaustif entrant dans le cadre du nouveau dispositif a été réalisé en 2004.

En 2022, la commune comptait 169 habitants, en évolution de −9,14 % par rapport à 2016 (Vosges : −2,96 %, France hors Mayotte : +2,11 %).
| 1793 | 1800 | 1806 | 1821 | 1831 | 1836 | 1841 | 1846 | 1856 |
| ---- | ---- | ---- | ---- | ---- | ---- | ---- | ---- | ---- |
| 785  | 852  | 940  | 906  | 881  | 880  | 835  | 854  | 718  |

| 1861 | 1866 | 1876 | 1881 | 1886 | 1891 | 1896 | 1901 | 1906 |
| ---- | ---- | ---- | ---- | ---- | ---- | ---- | ---- | ---- |
| 689  | 706  | 675  | 614  | 625  | 603  | 580  | 538  | 476  |

| 1911 | 1921 | 1926 | 1931 | 1936 | 1946 | 1954 | 1962 | 1968 |
| ---- | ---- | ---- | ---- | ---- | ---- | ---- | ---- | ---- |
| 475  | 422  | 385  | 371  | 372  | 324  | 277  | 255  | 240  |

| 1975 | 1982 | 1990 | 1999 | 2004 | 2006 | 2009 | 2014 | 2019 |
| ---- | ---- | ---- | ---- | ---- | ---- | ---- | ---- | ---- |
| 240  | 229  | 193  | 198  | 201  | 206  | 193  | 189  | 178  |

| 2022 | - | - | - | - | - | - | - | - |
| ---- | - | - | - | - | - | - | - | - |
| 169  | - | - | - | - | - | - | - | - |

### Enseignement
Établissements d'enseignements :
- Écoles maternelles et primaires à Saint-Ouen-lès-Parey, Vrécourt, Martigny-les-Bains, Damblain, Graffigny-Chemin.
- Collèges à Martigny-les-Bains, Lamarche, Contrexéville, Mandres-sur-Vair, Bourmont-entre-Meuse-et-Mouzon.
- Lycées à Contrexéville, Mandres-sur-Vair, Neufchâteau.

### Santé
Professionnels et établissements de santé :
- Médecins à Vrécourt, Bulgnéville, Martigny-les-Bains, Lamarche, Contrexéville.
- Pharmacies à Vrécourt, Bulgnéville, Martigny-les-Bains, Bourmont, Lamarche, Contrexéville.
- Hôpitaux à Lamarche, Vittel, Neufchâteau, Mattaincourt, Mirecourt.

### Cultes
- Culte catholique, Paroisse Saint-Basle-de-la-Plaine[45], Diocèse de Saint-Dié.

## Personnalités liées à la commune
- Pierre Thouvenel (1745-1815), médecin et promoteur de la station thermale de Contrexéville. Né à Sauville.
- François Jacquemin (1761-1840), peintre et conservateur de musée, né à Sauville.

## Pour approfondir